# Buchberg (Lasberg)
Der Buchberg ist ein 813 m ü. A. hoher Berg in der Marktgemeinde Lasberg im oberösterreichischen Mühlviertel. Auf dem Berggipfel befindet sich der hölzerne Aussichtsturm Hoh-Haus (auch: Burg am Buchberg). Durch den bewaldeten Berg reichen viele Wanderwege hinauf bis zum Aussichtsturm. Der Berg wurde bereits in der Jungsteinzeit von Menschen erstmals begangen und bewohnt. Es ist jedoch nicht ganz klar, ob eine Holzburg oder ein Holzhaus auf dem Buchberg gestanden ist. Durch die Erforschungen der Funde aus dem 11. und 13. Jahrhundert entstand die Idee, einen Aussichtsturm namens Hoh-Haus zu bauen, was an die Holzburg von früher erinnern soll.

## Lage und Umgebung
Der Buchberg liegt in der Gemeinde Lasberg, etwa 1,5 Kilometer südöstlich des Dorfzentrums. Der nächstgelegene Weiler ist Grieb, wenige 100 Meter westlich des Gipfels. Der Buchberg ist mit Nadelbäumen bewaldet und durch mehrere Forstwege erschlossen. Die weiteste Ausdehnung des Berges ist 1550 Meter von Punkenhof in Richtung Grieb.
Bei der Burgstelle auf dem Buchberg handelt es sich um eine Felsgruppe auf dem zweiten, nordwestlichen Gipfel des Berges. Umgeben war sie von einem noch sichtbaren Wall und einem Graben mit einem Durchmesser von rund 50 Metern.

## Geologie
Der Buchberg charakterisiert sich durch seine mächtigen Felstürme. Es sind Felsbrocken, die aus einer vor 350 bis 310 Milliarden Jahren erkalteten Gesteinsmasse der Erdkruste übrig geblieben sind. Es handelt sich um Gesteine des mittleren Paläozoikums, die bei der variszischen Gebirgsbildung entstanden sind. Die Gebirgsbildung des Buchbergs ist von Naturereignissen wie Verschiebung durch Erdbeben, Felsstürzen, Niederschlägen, Muren, Frostbrüchen, Wasserabgängen, Sturm und anderen Unwettern geprägt. Bei der Aufwölbung durch die Naturereignisse drangen tieferliegende Massen in die schon abkühlende Masse ein. Die etwas ältere Gesteinsmasse wurde langsamer kalt und konnte in der Masse größere Kristalle bilden. Es wird vom grobkörnigen Weinsberger Granit gesprochen. Zugleich drang in die Felsspalten warme Gesteinsmasse ein, die jedoch schneller abkühlte und daher feinere Kristallstrukturen bildete. Hier wird vom feinkörnigeren Mauthausner Granit gesprochen. Die Oberflächenstruktur des Granits ist von Wollsackverwitterung geprägt. Somit sind im Mühlviertel öfter zwischen den groben Felsblöcken feinkorngranitische Gänge zu sehen. Solche Granitblöcke eignen sich vor allem zum Klettern.
Früher lag Mitteleuropa, und somit auch das Mühlviertel, in einer sehr heißen Zone. Dadurch ist die Hauptverwitterung der Felsbrocken nachvollziehbar. Dieses Klima und diese Verwitterung ist heutzutage noch im südlichen Afrika, besonders in der Namibwüste, zu sehen. Dort gibt es keine Vegetation und die Felstürme liegen frei herum. Europa liegt jetzt in der gemäßigten Zone und somit ist der Buchberg mit Wald und Forstwegen bedeckt.

## Geschichte
Die Geschichte des Buchbergs ist bis zur Jungsteinzeit zurückzuverfolgen, denn bereits aus dieser Zeit gibt es Funde, wie das Tüllenbein vom Koppenberg (nördlich gegenüber dem Hoh-Haus) oder ein Steinbeil.
Der Burgstall Buchberg ist eine Wallburg und befindet sich 100 m westlich unterhalb des Gipfels des Buchberges. Auf einer Seite war die Anlage durch steile Felsabhänge geschützt, auf der Seite, an der kein Felsabhang vorhanden war, schützte ein Palisadenzaun die Burg. Die Burg dürfte auf die Zeit um 1080 zurückgehen. Adalbero von Griesbach schenkte 1125 sein „Haus“ mitsamt der Eigenkirche Lasberg dem Stift St. Florian. Auch anhand der zahlreichen Keramikfunde kann die Anlage in das 11. Jahrhundert bis Mitte des 13. bzw. bis Anfang des 14. Jahrhunderts datiert werden. Der gefundene „Schlüssel vom Hoh‘ Haus ob Lasberg“ wird auf 1250 datiert.
Bewiesen ist, dass der Buchberg zu dieser Zeit schon begangen wurde. In der schwarzen humosen Erde am Fuße der Felsen wurden alte Topfscherben gefunden. Nach einer Untersuchung im Landesmuseum Linz konnten diese Keramikreste in das 11. bis 13. Jahrhundert datiert werden. Aus der Menge der Scherben am Nordabhang ist zu schließen, dass oberhalb auf einem kleinen Plateau die Küche des Holzhauses war. Davon zeugten Reste verkohlter Pfosten, die jetzt nicht mehr sichtbar sind. Auch zwei Geschoßspitzen waren unter den Funden. Eine Spinnwirtel wurde auch gefunden, was darauf hinweist, dass Frauen mit ihren Kindern auf dem Hoh’ Haus gelebt haben. Der Hausname „Burgholzer“ für das unter dem Berg liegende Anwesen spricht dafür, dass dort der Wald der Holzburg lag. Das heute noch genannte Hoh’ Haus war den Funden gemäß nur bis Mitte des 13. Jahrhunderts bewohnt. Es zählte zu den ersten Besiedelungen von Lasberg am Buchberg und dürfte dann zugunsten den Burg Lasberg aufgegeben worden sein.
Durch den Bau einer Sendestation wurde die Anlage massiv beeinträchtigt. Dieser Sender wurde 2011 abgetragen und an der Lagestelle eine „Fantasieburg mit Aussichtswarte“ errichtet. Bei diesen Tätigkeiten wurde der westliche Bereich des (Wall-)Grabens, der den Burgfelsen halbkreisförmig umläuft, weitgehend zugeschüttet. Die Mauerreste des „Festen Hauses“ wurden ebenfalls entfernt.

## Namensherkunft
Der Name Buchberg lässt sich sprachlich auf Burgberg zurückführen, denn es waren vor dem Bau des Hoh-Hauses bereits Reste einer frühgeschichtlichen Holzburg zu erkennen. Der Fels heißt im Volksmund immer noch Hoh-Haus. Dieser Name kommt daher, dass sich bereits in der Jungsteinzeit hoch oben am Berg eine Burg befand und dort Menschen wohnten, also Hohes Haus, kurz Hoh-Haus genannt.

## Aussichtswarte Hoh-Haus

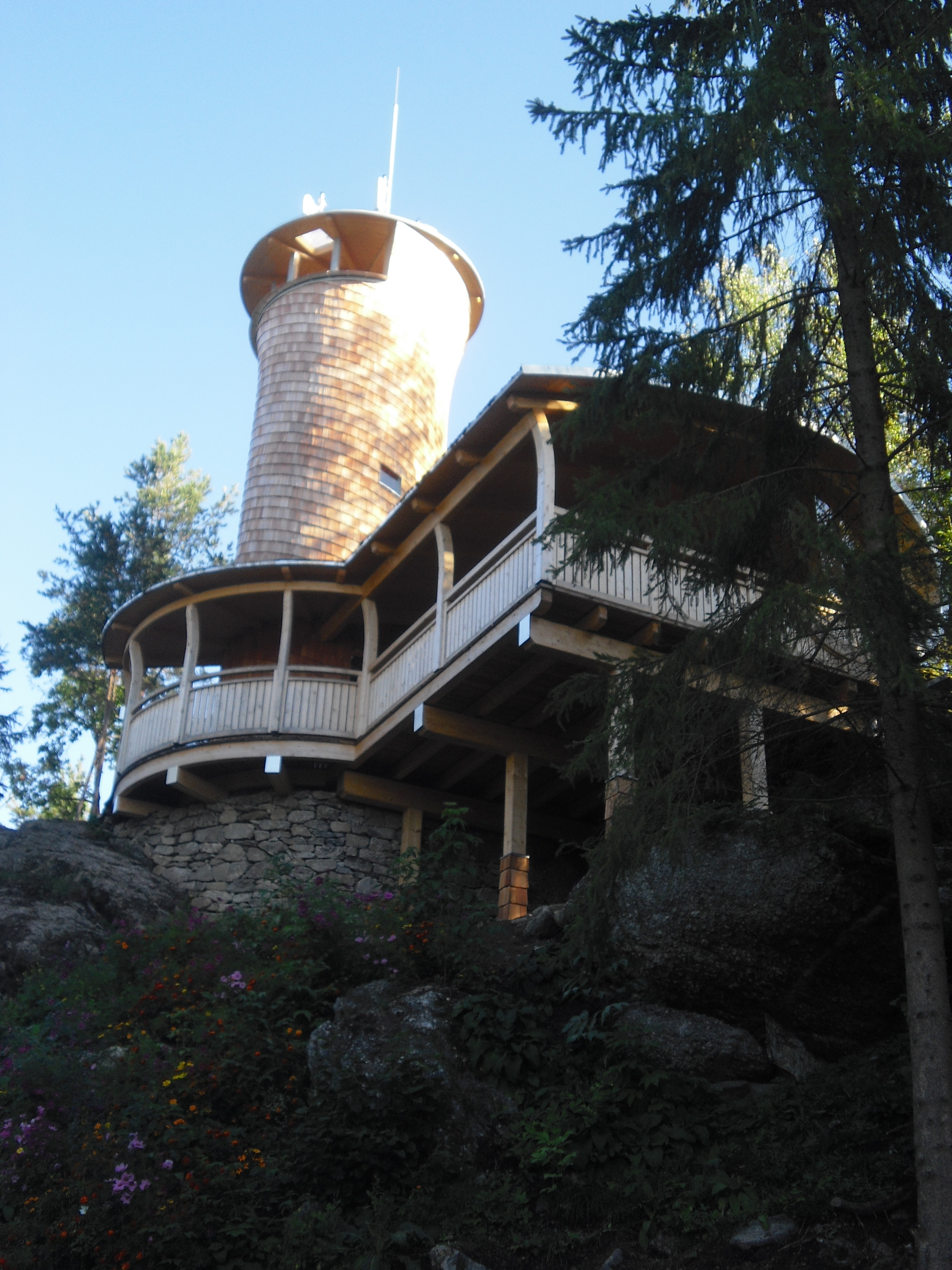
Hoh-Haus am Buchberg

### Beschreibung
Das „neue“ Hoh-Haus am Buchberg war als Tourismuswahrzeichen geplant. Die Idee, eine Aussichtswarte an der Stelle der ehemaligen Fliehburg des Mittelalters zu errichten, entstand bereits im Jahr 2005. Das Hoh-Haus wurde am 25. September 2011 eröffnet. Ein wesentlicher Teil der Arbeit wurde durch freiwillige Arbeitsstunden geleistet. Die Projektkosten betrugen rund 230.000 Euro, wobei die Hälfte des Betrags durch Fördermittel aufgebracht wurde.

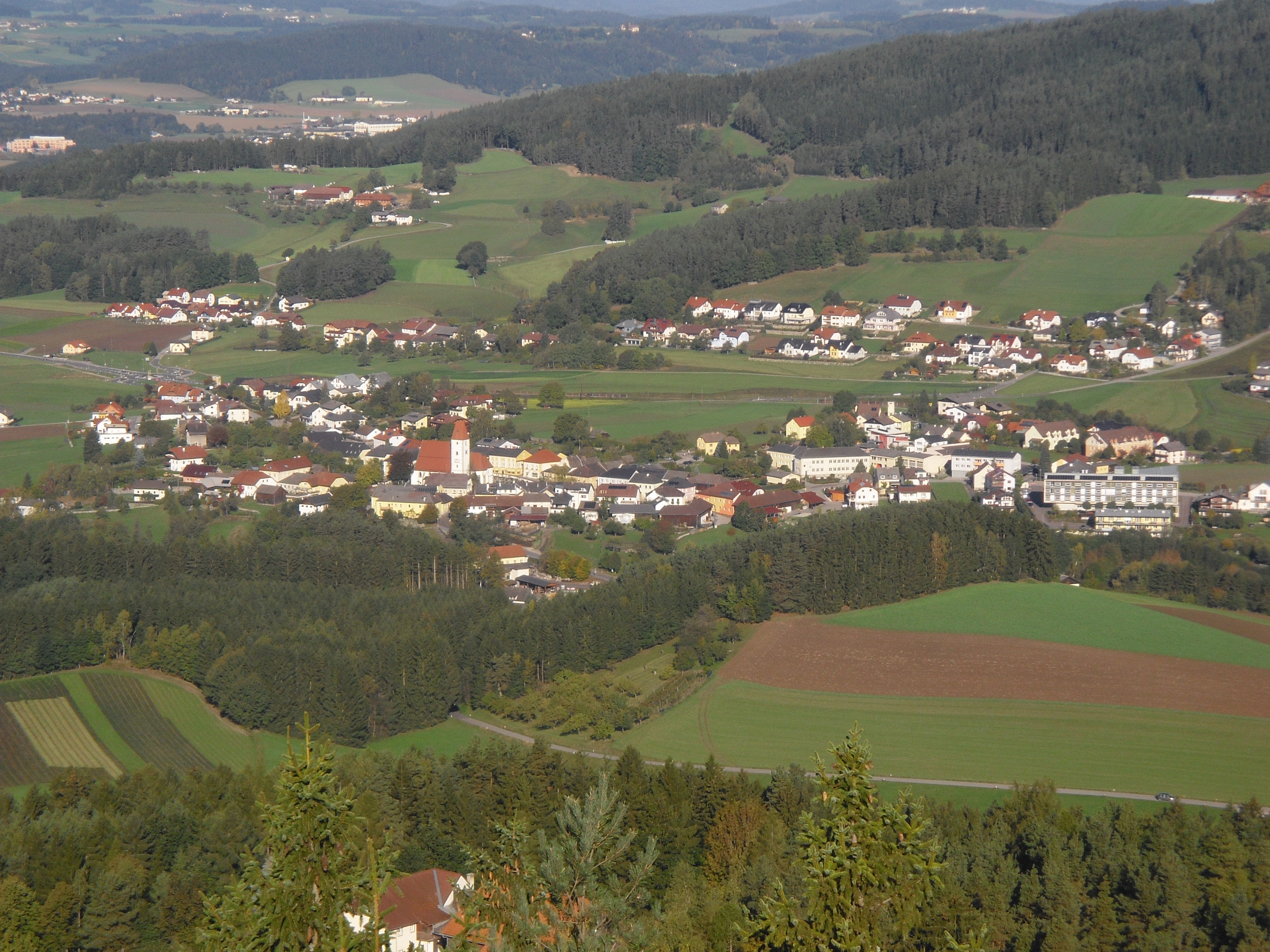
Blick vom Hoh-Haus auf die Gemeinde Lasberg

Der Aussichtsturm ist 9,3 Meter hoch. Vom zirka 3 Meter hohen Aussichtsplateau reicht der Fernblick vom Mühlviertel über den Böhmerwald bis zur Alpenkette und an klaren Tagen bis zum Traunstein. Rund um den Aussichtsturm wurde eine Plattform mit der Kennzeichnung der Aussichtspunkte montiert. Im Inneren des Turmes sind einige Kunstwerke ausgestellt, wie zum Beispiel ein Modell einer mittelalterlichen Holzburg, der Fliehburg des Mittelalters. Grabungsfunde aus dem 11. bis 13. Jahrhundert sind in einem Glasschauraum ausgestellt. Zu sehen sind Topfscherben von Küchengefäßen, Schlüssel und Spinnwirtel.
Neben dem Turm wurde eine Schnecke aus Holz erbaut, in der sich das Modell der mittelalterlichen Holzburg befindet. Auf einem Bildschirm können interaktiv Informationen und auch die Website des Hoh-Hauses abgerufen werden. Das Dach der Schnecke ist mit Moos bedeckt, das von den Schülern der Volksschule Lasberg gesammelt wurde. Die Schüler bauten Steinfiguren am Burggraben des neuen Aussichtsturms. Für diese Burgwächter wurden 120 große Schottersteine durchbohrt und auf Baustahlgerüste aufgefädelt. Die Köpfe dieser Wächter sind aus Ton gefertigt und wurden von den einzelnen Klassen dekorativ gestaltet.
Ein rundes Plateau in Form eines „Mandalas“ aus Steinen befindet sich westlich des Burggrabens. Besucher können hier ihre eigenen Steinformen gestalten. Das Steinmandala ist Teil eines Kunstprojektes, bei dem eine Webcam ständig Veränderungen der Steinformation dokumentiert.
Wiederhergestellt wurden der noch erkennbare Burggraben, die Stufen zum Felsen und der Rundgang um den Aussichtsturm. Die Eintrittspforte, ein unbearbeiteter, mächtiger Stein befindet sich vor dem Aussichtsturm und ist ein Symbol für Natur und Kultur. An der linken Seite des Steines ist eine Glasscheibe eingelassen. Darauf steht die Frage „Wohin gehst du?“, die für die Erkenntnisfähigkeit des Menschen und seine Verantwortung über sein Tun steht. Die zweite Pforte des Buchbergs ist die Pforte der Achtsamkeit, die für Beweglichkeit steht. Sie besteht aus aufgefädelten Kugeln aus rostigem Stahl, Ton und Niro. Von dort ist das alte Wetterkreuz zu sehen, das beim Bau des Aussichtsturmes unberührt blieb. Man gelangt durch die Pforte zum Innersten der ehemaligen Holzburg.

### Projekt- und Baubericht
Die Idee einen Aussichtsturm am Buchberg zu errichten, wurde erstmals in der LA-21-Impulsgruppe für Wirtschaft und Tourismus am 29. September 2005 ausgesprochen. Im Januar 2007 wurde das erste Grobkonzept für ein Leader-Projekt erstellt. Das Projekt wurde am 5. März 2008 erstmals dem Vorstand der Leader-Region Mühlviertler Kernland präsentiert und es wurde als förderbar angesehen. Ein Jahr darauf teilte das Amt der Oberösterreichischen Landesregierung mit, dass Aussichtswarten nicht gefördert werden. Somit wurde das Konzept noch einmal überarbeitet und als K7-Projekt bezeichnet. Nun wurde das Projekt gefördert. Am 14. Mai 2009 wurde der Projektantrag eingereicht. Die Zusammenstellung der Projektgruppe erfolgte am 11. Februar 2010 in der ersten Projektsitzung. Im Juni 2010 wurde der Buchbergfelsen und ein Stück Wald rundherum gekauft. Bereits im August 2010 wurde mit den ersten Arbeiten für die Umsetzung des Projektes begonnen. Im November und Dezember 2010 wurden Baumschlägerarbeiten, Felsräumung, Burggrabenräumung erledigt und die Burgmauer gelegt. Bäume wurde zurückgeschnitten und Reisig wurde weggeräumt.
Im Jänner 2011 wurde mit den Grabungsarbeiten begonnen und im März 2011 wurde schon die Grundplatte für den Aussichtsturm betoniert. Danach wurden die Holzbauteile für den Aussichtsturm mittel Hubschrauber geliefert und der Turm wurde noch im März fertig. Im April wurden die Boulderblöcke zum Klettern gereinigt. Im April und Mai 2011 wurden noch Steine geschlichtet und die Eingangspforten erbaut. Von den Volksschulkindern wurde für das Dach des Aussichtsturmes Moos gesammelt und damit bedeckt. In den nächsten Monaten folgten noch Schleif- und Streicharbeiten beim Aussichtsturm und anschließend noch Aufräumarbeiten. Eine Blitzschutzanlage wurde befestigt und eine Funkanlage wurde montiert. Insgesamt kam es zu 2.276,5 ehrenamtliche Arbeitsstunden.

## Wanderwege/Routen
Auf den Buchberg führen mehrere Wanderwege:
- Vom Marktplatz Lasberg: Vorbei am Altstoffsammelzentrum zum Etzltorfer-Häusl, nach 100 Metern am Güterweg Grieb links hinauf über einen Wiesenweg, anschließend auf einem Waldweg hinauf zum Buchberg.[19]
- Vom Gasthaus Zur Haltestelle in Siegelsdorf: Am Weg neben den Bahngleisen bis zum Kernlandmuseum in Grieb, anschließend auf den Buchberg hinauf.
- Vom Sepp’n Wirt in Elz: 500 Meter in Richtung Osten, anschließend dem Wanderweg La 8 folgen, dieser führt auf den Buchberg.

Der sogenannte Fuchtelmännerweg wurde mit dekorierten Baumstümpfen (Fuchtelmauna), die im Dunkeln gespenstisch leuchten, markiert.
Die Granitfelsen des Buchbergs bieten Klettermöglichkeiten. Es gibt etwa 20 Boulder- und 10 längere (cleane) Routen.